# Dunlop Sport
Dunlop Sport es una empresa británica de artículos deportivos que se especializa principalmente en equipos de tenis, pádel, squash y bádminton. Dunlop ha fabricado equipamiento deportivo desde 1910.
En la mayor parte del mundo, los deportes de Dunlop son poseídos por SRI Sports, una subsidiaria del conglomerado japonés Sumitomo. Los deportes Spartan tienen los derechos de la marca en Australia y Nueva Zelanda.

## Historia
Dunlop se estableció como una empresa de fabricación de objetos de caucho en 1889. La compañía entró en el mercado de artículos deportivos en 1910, cuando comenzó a fabricar pelotas de golf de caucho en su base en Birmingham. La compañía introdujo la bola de golf de Maxfli en 1922. Dunlop se extendió con la fabricación de pelotas de tenis en 1924. En 1925, adquirió la empresa F. A. Davis, que tenía maestría de la fabricación de raquetas de tenis. Dunlop inició conversaciones para adquirir Slazenger en 1927, pero sin éxito. En 1928 la división de deportes se convirtió en una subsidiaria de Dunlop Rubber, llamándose Dunlop Sport. La sede central se trasladó de Birmingham a la Abadía de Waltham en Essex. En 1946, se estableció un torneo de golf llamado «Dunlop Masters», patrocinado por esta empresa hasta 1982, que pasa a denominarse «British Masters».
En 1957 Dunlop adquiriere el fabricante escocés de artículos de golf John Letters. En 1959 finalmente adquiere el grupo Slazenger. El logo de Dunlop «Flying D» fue introducido en 1960. En los años 70 y los años 80, Dunlop tardó en adaptarse a los nuevos materiales que las raquetas de tenis empezaron a usar, creyendo que la madera seguiría siendo el material dominante. En 1983, el negocio de artículos de golf John Letters fue vendido de nuevo a los miembros de la familia Letters. En 1984, los negocios de los deportes fueron combinados para formar «Dunlop Slazenger». En 1986, la empresa matriz, Dunlop Holdings, fue adquirida por la empresa industrial BTR por 549 millones de libras. BTR limitó el gasto en marketing a apenas el 8 % de ventas y redujo la inversión en patrocinios e investigación. Debido a esta reducción en los patrocinios, Steffi Graf cambió sus raquetas Dunlop por unas Wilson. En 1996, la empresa Cinven adquiere Dunlop Slazenger por 330 millones de libras. Para ahorrar el dinero, Cinven trasladó la producción de pelotas de tenis Dunlop de Inglaterra a las Filipinas. Las firmas Slazenger Golf y Maxfli se vendieron para reducir la deuda. En 2004, la empresa Sports Direct International compró Dunlop Slazenger por 40 millones de libras.
En diciembre de 2016, Sports Direct anunció que había acordado vender la marca Dunlop a Sumitomo Rubber Industries por 112 millones de libras (137,5 millones de dólares). Sumitomo ya poseía los derechos de casi todos los artículos deportivos de caucho de todo el mundo. La venta se completó en mayo del 2017.